# Lepthyphantes hamifer
Lepthyphantes hamifer là một loài nhện trong họ Linyphiidae.
Loài này thuộc chi Lepthyphantes. Lepthyphantes hamifer được Eugène Simon miêu tả năm 1884.